# كولين ستوسي
كولين ستوسي (بالإنجليزية: Colin Stüssi)‏ (و. 1993  م) هو راكب دراجة هوائية، من سويسرا.

## سباقات أو مراحل فاز بها
| التاريخ        | السباق                                  | المركز                                                                  |
| -------------- | --------------------------------------- | ----------------------------------------------------------------------- |
| 12 مارس 2017   | طواف رودس الدولي 2017                   | الفائز في التصنيف العام                                                 |
| 09 يوليو 2017  | طواف سيبيو للدراجات 2017                | الثاني في التصنيف العام، الثالث في تصنيف الجبال، الثالث في تصنيف النقاط |
| 01 أكتوبر 2017 | طواف ألماتي 2017                        | الرابع في التصنيف العام                                                 |
| 08 يوليو 2018  | طواف سيبيو للدراجات 2018                | العاشر في تصنيف الجبال                                                  |
| 30 سبتمبر 2018 | طواف ألماتي 2018                        | السابع في التصنيف العام                                                 |
| 12 يوليو 2019  | طواف النمسا 2019                        | التاسع في تصنيف النقاط                                                  |
| 10 أكتوبر 2019 | باريس بورج 2019                         | الخامس في التصنيف العام                                                 |
| 26 يونيو 2022  | سباق الطريق للرجال في بطولة سويسرا 2022 |                                                                         |
| 18 يونيو 2023  | طواف سلوفينيا 2023                      | الرابع في تصنيف الجبال                                                  |
| 20 أغسطس 2023  | فولتا البرتغال 2023                     | الفائز في التصنيف العام                                                 |
| 03 مارس 2024   | طواف جنوب إيجة 2024                     | الثالث في تصنيف الجبال، الثالث في تصنيف النقاط                          |

## روابط خارجية
- كولين ستوسي على موقع الاتحاد الدولي للدراجات (الإنجليزية)
- كولين ستوسي على موقع أرشيف الدراجات (الإنجليزية)
- كولين ستوسي على موقع إحصائيات الدراجات الإحترافية (الإنجليزية)
- كولين ستوسي على موقع نسبة الدراجات (الإنجليزية)